# Иодид висмута(III)
Иодид висмута(III) — бинарное неорганическое соединение, соль металла висмута и иодистоводородной кислоты с формулой BiI3, тёмно-коричневые кристаллы, не растворимые в воде.

## Получение
- Непосредственно из элементов в инертной атмосфере:

{\displaystyle {\mathsf {2Bi+3I_{2}\ {\xrightarrow {200^{o}C}}\ 2BiI_{3}}}}
- Действием разбавленного раствора иодоводорода на хлорид висмута(III):

{\displaystyle {\mathsf {BiCl_{3}+3HI\ {\xrightarrow {}}\ BiI_{3}+3HCl}}}

## Физические свойства
Иодид висмута(III) образует тёмно-коричневые кристаллы тригональной сингонии, пространственная группа P 3, параметры ячейки a = 0,7498 нм, c = 2,067 нм, Z = 6.
Легко перегоняется в вакууме.
На растворяется в воде, p ПР = 18,09.
Растворяется в этаноле, метаноле, ацетоне.

## Химические свойства
- Разлагается при нагревании:

{\displaystyle {\mathsf {BiI_{3}\ {\xrightarrow {>542^{o}C}}\ BiI+I_{2}}}}
- Разлагается горячей водой:

{\displaystyle {\mathsf {BiI_{3}+H_{2}O\ {\xrightarrow {100^{o}C}}\ BiOI+2HI}}}
- С иодистоводородной кислотой и иодидами щелочных металлов образует растворимые комплексы:

{\displaystyle {\mathsf {BiI_{3}+HI\ {\xrightarrow {}}\ H[BiI_{4}]}}}
{\displaystyle {\mathsf {BiI_{3}+KI\ {\xrightarrow {}}\ K[BiI_{4}]}}}
- Реагирует с горячей концентрированной серной кислотой:

{\displaystyle {\mathsf {8BiI_{3}+15H_{2}SO_{4}\ {\xrightarrow {100^{o}C}}\ 4Bi_{2}(SO_{4})_{3}+12I_{2}+3H_{2}S\uparrow +12H_{2}O}}}
- Реагирует с щелочами:

{\displaystyle {\mathsf {BiI_{3}+2NaOH\ {\xrightarrow {}}\ BiOI+2NaI+H_{2}O}}}
- С иодом образует растворимые комплексы:

{\displaystyle {\mathsf {BiI_{3}+3I_{2}\ {\xrightarrow {}}\ Bi[I(I_{2})]_{3}}}}